# 弗朗索瓦·米涅

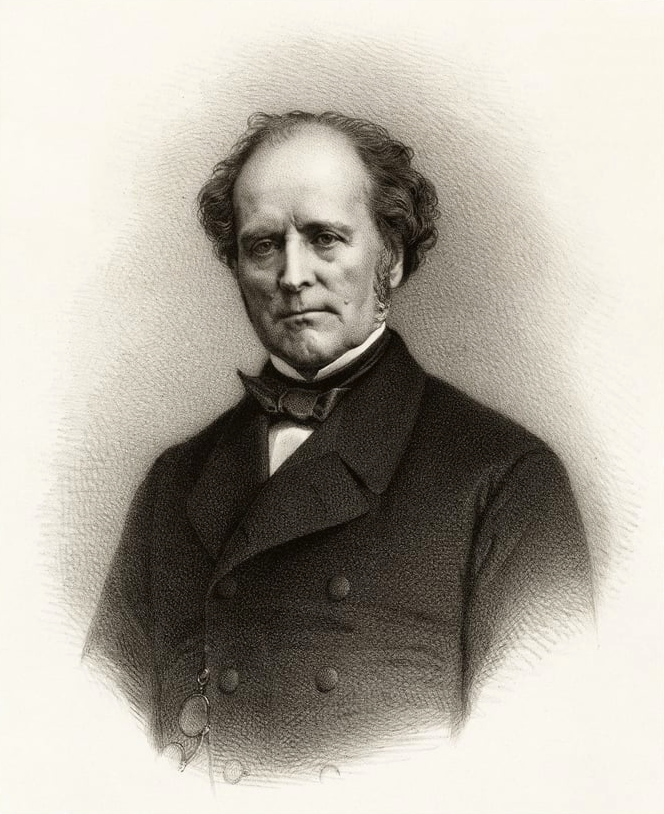

弗朗索瓦-奥古斯特-马里·米涅（法語：François Auguste Marie Mignet，法語發音：[fʁɑ̃swa oɡyst maʁi miɲɛ]；1796年5月8日—1884年3月24日），法国历史学家。生于普罗旺斯艾克斯城的小手工业者家庭，早年当过中学教师。后攻读法律，1818年取得律师资格。与梯也尔交厚。1820年代始从事历史著述。1824年发表成名之作《法国革命史》，预言复辟王朝将被资产阶级共和派取代。1830年七月革命前夕，当过《法兰西信使报》编辑，与梯也尔等人创办《国民报》。1830—1848年，任外交部档案局长，1836年进入法国科学院，从事档案整理。并被选为伦理和政治科学院院士、法兰西语言科学院院士。主要历史著作有《论圣路易时代的制度》和《法国革命史》（两卷）等。认为历史上的阶级斗争是资产阶级同封建土地贵族之间的斗争，论证了革命夺取政权的必要性和合理性。其他著作还有《安东尼奥·佩雷斯与腓力二世》（1845）、《玛丽女王史》（1851）等。

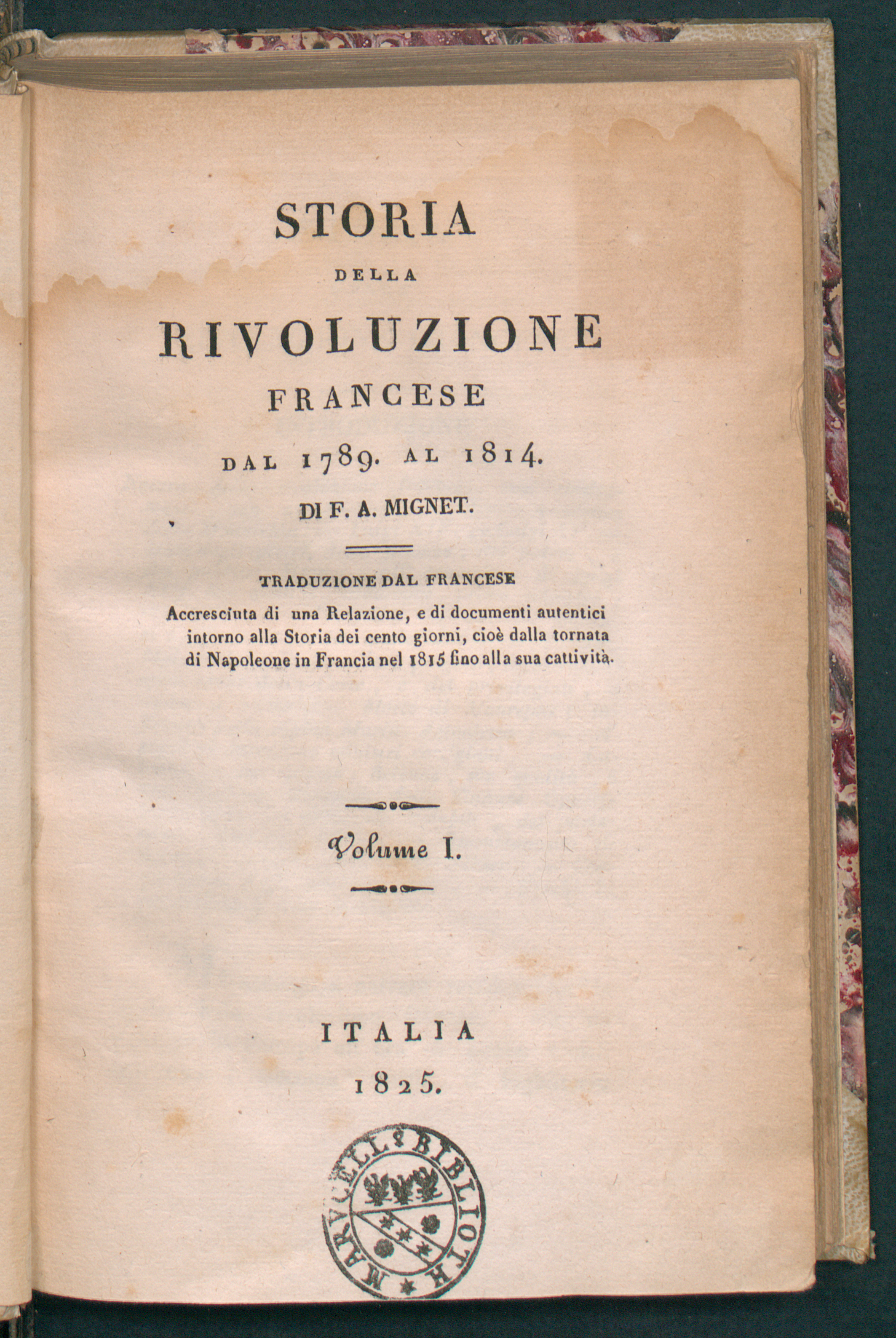
Histoire de la Révolution française depuis 1789 jusqu'en 1814